# Тајсонс Корнер (Вирџинија)
Тајсонс Корнер (енгл. Tysons Corner) насељено је место без административног статуса у америчкој савезној држави Вирџинија.

## Демографија
По попису из 2010. године број становника је 19.627, што је 1.087 (5,9%) становника више него 2000. године.
| Група             | 2000.          | 2010.          |
| Белци             | 12.368 (66,7%) | 10.816 (55,1%) |
| Афроамериканци    | 716 (3,9%)     | 953 (4,9%)     |
| Азијати           | 3.287 (17,7%)  | 5.399 (27,5%)  |
| Хиспаноамериканци | 1.140 (6,1%)   | 1.589 (8,1%)   |
| Укупно            | 18.540         | 19.627         |